# Långsjöby
Långsjöby is een plaats in de gemeente Storuman in het landschap Lapland en de provincie Västerbottens län in Zweden. De plaats is opgedeeld in twee småorter: Långsjöby (westelijk deel) (Zweeds: Långsjöby (västra delen)) en Långsjöby (oostelijk deel) (Zweeds: Långsjöby (östra delen)). Långsjöby (oostelijk deel) heeft 65 inwoners (2005) en een oppervlakte van 29 hectare en Långsjöby (westelijk deel) heeft 60 inwoners (2005) en een oppervlakte van 35 hectare.
De plaats ligt aan het langgerekte meer Långvattnet en de plaats Storuman ligt ongeveer negentien kilometer ten oosten van de plaats. Voor de rest wordt de plaats vooral omringd door naaldbos (met uitzondering van stukjes tussen de plaats en het meer).